# Generazioni (Calliope)
| Recensione | Giudizio |
| ---------- | -------- |
| AllMusic   | [ 1 ]    |

Generazioni è un album discografico dei Calliope, pubblicato dall'etichetta discografica Electromantic Music nel 2002.

## Tracce
Testi di Massimo Berruti, musiche di Rinaldo Doro.
1. La prova – 8:10 – Registrato dal vivo il 20 dicembre 1993 al Teatro Garybaldi di Settimo Torinese
2. Pensieri affascinanti – 9:37 – Registrato dal vivo il 20 dicembre 1993 al Teatro Garybaldi di Settimo Torinese
3. Margherita a Rodi – 7:04 – Registrato dal vivo il 20 dicembre 1993 al Teatro Garybaldi di Settimo Torinese
4. Luci ed ombre (Brano inedito) – 8:06 – Registrato dal vivo il 20 dicembre 1993 al Teatro Garybaldi di Settimo Torinese
5. Non ci credo più – 7:05 – Registrato nel 2000 al Synergy Studio di Colombaro di San Sebastiano Po
6. Lunario – 4:32 – Registrato nel 2000 al Synergy Studio di Colombaro di San Sebastiano Po
7. La terra dei grandi occhi – 9:05 – Registrato nel 2000 al Synergy Studio di Colombaro di San Sebastiano Po

## Formazione
La prova / Pensieri affascinanti / Margherita a Rodi / Luci ed ombre
- Massimo Berruti - voce solista
- Rinaldo Doro - tastiere
- Mario Guadagnin - chitarra
- Enzo Martin - basso
- Gianni Catalano - batteria

Non ci credo più / Lunario / La terra dei grandi occhi
- Alessandro Amato - voce solista
- Enrico Perrucci - tastiere
- Francesco Lannocca - chitarra
- Andrea Crovagna - basso
- Flaviano Sciarpa - batteria

Note aggiuntive
- Beppe Crovella - produttore
- Registrato al Electromantic Synergy Studios di Colombaro di San Sebastiano Po (Torino)
- Claudio Cattero - ingegnere delle registrazioni, mixaggio e masterizzazione
- Barbara Longhi - disegno copertina
- Franco Vassia/Studio Imago - grafica[2]